# Nikolovo (Roese)
Nikolovo (Bulgaars: Николово) is een dorp in Bulgarije. Het dorp is gelegen in de gemeente Roese in de oblast  Roese. Het dorp ligt 12 km ten oosten van Roese en 260 km ten noordoosten van de hoofdstad Sofia.

## Bevolking
Op 31 december 2020 telde het dorp Nikolovo 2.944 inwoners. Het aantal inwoners vertoont al vele jaren een dalende trend: in 1975 had het dorp nog 4.221 inwoners.
| Bevolkingsontwikkeling tussen 1934 en 2020          |
| --------------------------------------------------- |
|                                                     |
| Bron: Nationaal Statistisch Instituut van Bulgarije |

In het dorp wonen nagenoeg uitsluitend etnische Bulgaren. In de optionele volkstelling van 2011 identificeerden 2.848 van de 2.879 ondervraagden zichzelf als etnische Bulgaren, oftewel 98,9% van alle ondervraagden. 
| Etnische samenstelling van de respondenten (2011) | Etnische samenstelling van de respondenten (2011) | Etnische samenstelling van de respondenten (2011) | Etnische samenstelling van de respondenten (2011) | Etnische samenstelling van de respondenten (2011) |
| ------------------------------------------------- | ------------------------------------------------- | ------------------------------------------------- | ------------------------------------------------- | ------------------------------------------------- |
|                                                   |                                                   |                                                   |                                                   |                                                   |
| Bulgaren                                          | Bulgaren                                          |                                                   | 98,9%                                             | 98,9%                                             |
| Turken                                            | Turken                                            |                                                   | 0,3%                                              | 0,3%                                              |
| Roma                                              | Roma                                              |                                                   | 0,5%                                              | 0,5%                                              |
| Anders/Onbekend                                   | Anders/Onbekend                                   |                                                   | 0,3%                                              | 0,3%                                              |

Basarabovo · Bazan · Chotantsa · Dolno Ablanovo · Jastrebovo · Marten · Nikolovo · Novo Selo · Prosena · Roese · Sandrovo · Semerdzjievo · Tetovo · Tsjervena Voda